# Rio Matlabas
Rio Matlabas é um rio da África do Sul.